# 山本徳郁
山本“KID”徳郁（やまもと“キッド”のりふみ、1977年3月15日 - 2018年9月18日）は、日本の男性総合格闘家。神奈川県川崎市出身。本名：岡部 徳郁（旧姓：山本）。KRAZY BEE主宰。HERO'S 2005ミドル級世界王者。
ニックネームは「神の子」または「KID」。

## 人物
ミュンヘンオリンピックレスリング・グレコローマン日本代表だった山本郁榮を父親に持ち、姉・美憂、妹・聖子はレスリング世界選手権を制覇している。同じくレスリング選手・総合格闘家の山本アーセンは甥。
その他スポーツで著名な活躍をしている親族としてプロ野球選手のダルビッシュ有は義理の弟（聖子の夫）、祖父は水泳のオリンピック選手だったと自身のブログで写真付きで公開している。
好物は和食・朝鮮料理・タイ料理。また、トレーニングの集中期間中は食事のレパートリーは三品のみであり、その中の一つである豚キムチと米がお金も掛からなく一番良いと発言している。
タトゥーマニアであり全身に多くのタトゥーを彫っている。生前ワードリーフ株式会社のインターネットニュース『THE PAGE』に寄せたインタビューでは「俺のタトゥーのひとつひとつに意味があるから」と語っている。
動物好きで知られ、殺処分される予定であった犬を引き取り「カッシー」と名付け、家族の一員として迎えている。
親の影響から食に対するこだわりは強く、現役時代の食生活の中でヴィーガンを採用していた時期もある。結果的に、動物好きからベジタリアンになり、晩年はヴィーガンになっており、2018年4月28日に沖縄市で開催された「沖縄ヴィーガンフードフェス」にもゲスト出演 しているが、トーク中に「試合前は肉を口にする」と述べている。
また、主宰しているジム「KRAZY BEE」は、沖縄ヴィーガンフードフェスに協賛し、ジムのオリジナルグッズに会場で本人がサインを入れて販売。売上を動物保護活動を行っている3つの団体(Shie's Happy Tails、クックハウス、Life Investigation Agency（LIA）)に、沖縄ヴィーガンフードフェス事務局を通して寄付している。
2004年、自身がプロデュースを手掛けるブランドHARDHITを立ち上げる。
2008年から大田区馬込に自身でスポーツジムYSA(ヤマモトスポーツアカデミー)、KRAZY BEEの経営を開始。
2012年5月24日、Twitterを開始したことをブログにて発表。山本"KID"徳郁 (@KID_KRAZYBEE) - X（旧Twitter）
2014年7月に品川区大井に、自身がプロデュースするカレー屋「Curry Shower」をオープン。
2017年7月に沖縄県糸満市に自身が主催するKRAZY BEE糸満を、11月に埼玉県越谷市にKRAZYBEE越谷を創設。
2018年5月29日、若手選手の登竜門となるオンライン視聴型アマチュア格闘技大会『KRAZY LEAGUE』を設立。6月30日に第1回大会が開催された。
2018年9月18日、多臓器不全で死去、41歳没。

### 私生活
モデルのMALIAと2003年に雑誌の撮影で知り合い、2004年8月に結婚。2005年1月に第1子男児、2006年11月に第2子女児が誕生したが、2009年に離婚。子供はMALIAが引き取った。
一般女性と再婚し、2014年11月に第3子女児、2017年8月に第4子女児が誕生した。

## 来歴

### レスリング
幼い頃よりレスリング（フリースタイル）で活動。
高校時代は単身でアメリカにレスリング修行、アリゾナ州の王者に3度輝いた。
大学では日本に帰国、全日本学生レスリング選手権大会優勝（フリースタイル58kg級）など数多くの実績を残した。シドニーオリンピック出場を目指していたが、1999年の全日本レスリング選手権大会（同級）で惜しくも準優勝。

### 総合格闘技転向・修斗
オリンピック出場への道が絶望的になったのと同時期に姉・美憂の夫（当時）であるエンセン井上に師事して総合格闘技に転向。姉から総合格闘技のビデオを見せられたのがきっかけになったという。2000年7月、愛知で行われたアマ修斗ワンマッチにて2RKO勝ちでアマデビュー。同年9月第7回全日本アマチュア修斗選手権大会ライト級（-63 kg）で優勝。翌2001年にプロデビューし修斗で世界ライト級ランク2位まで登り詰めた。
2002年9月16日、プロフェッショナル修斗公式戦で勝田哲夫と対戦。試合前に勝田がKIDに対して「彼はレスリングの実績があるけど、総合におけるレスリングってものを俺が教えてあげますよ」と挑発したことに対してKIDは不快感を露にしていた。試合ではKIDがパウンドの連打で勝田をKOしたが、レフェリーストップがかかったにもかかわらずレフェリーの制止を無視して舌を出して笑顔で勝田を殴り続けたため120日間のライセンス停止処分を受けた。
2003年12月14日、修斗世界ライト級（-65 kg）チャンピオンシップで王者アレッシャンドリ・フランカ・ノゲイラに挑戦予定であったが、練習中に右手人差指を骨折し、全治2か月となり欠場した。

### K-1・HERO'S
2004年2月24日、K-1初参戦となった「K-1 WORLD MAX 2004 〜日本代表決定トーナメント〜」1回戦で村浜武洋と対戦。村浜を相手にK-1ルール初挑戦ながら圧倒的なスピードとパンチ力を発揮、ノーガードで村浜のパンチを避け、ダウンを奪った後も追撃する2RKO勝利。だが、試合前から負傷していた右手第二中指骨を骨折し、準決勝を棄権した。
その後トニー・バレント、安廣一哉、ジャダンバ・ナラントンガラグを総合ルール（安廣のみミックスルール）にて一本・KO勝ち。そしてナラントンガラグ戦後、リング上からマイクで魔裟斗に対戦を要求。魔裟斗もこれを受け、2004年12月31日のK-1 PREMIUM 2004 Dynamite!!で対戦。1Rに魔裟斗からダウンを奪った直後、金的を貰いダウン。リプレイが流れた会場では悲鳴が上がるほどのダメージを受け、実況席からも続行は無理と言われる程であった。また、完全に視線が下にいっている魔裟斗のリプレイ映像を見て解説の船木誠勝が故意であることを匂わせる発言をした。インターバルの後に試合は再開されたものの、精彩を欠いたKIDは2Rにダウンを取り返され、判定負け。
2005年3月3日のHERO'S旗揚げ発表会見に出席し、HERO'S参戦が発表されるも、怪我のため、3月26日のHERO'S旗揚げ戦は欠場となった。
2005年5月4日、K-1 WORLD MAX 2005のスーパーファイトにてK-1ルールで出場。しかしマイク・ザンビディスと対戦し、右フックでキャリア初のKO負けを喫した。
2005年7月6日、HERO'S 2005のスーパーファイトでイアン・シャファーと対戦し、TKO勝ち。
2005年9月7日、HERO'S 2005ミドル級（-70 kg）世界最強王者決定トーナメント準々決勝でホイラー・グレイシーと対戦し、右フックで失神KO勝ち、準決勝では宇野薫をパンチで出血させ、ドクターストップでTKO勝ち。
2005年12月31日、K-1 PREMIUM 2005 Dynamite!!にてトーナメント決勝戦を須藤元気と対戦し、右フックのダウンからパウンドの連打で1RKO勝ちを収めトーナメント優勝を果たし、キャリア初のベルト戴冠となった。この試合の決着場面において「レフェリーストップが早かったのでは？」という指摘が須藤とファンから挙がったが、後日にTBSで放送された格闘王で、レフェリーストップ直後に立ち上がった須藤の脳が揺れて足元がふらついてコーナーまでよろめいている映像が放送され、事なきを得た。須藤も後に「ストップされた時は、（ダメージがあったため）あまり覚えていない」と語っている。
2006年2月17日、修斗代々木大会に出場した同門の菊地昭の試合後にドクターチェック中であった中山健児リングドクターに対し、暴言を吐いた上、足先で臀部を小突いた。事態を重く見た日本修斗協会は2月21日、山本に修斗全公式戦会場立入禁止、山本が代表を務めるKILLER BEE（現・KRAZY BEE）所属全選手および関係者へ修斗全公式戦出場停止処分を下した。翌2月22日にKIDが中山リングドクターに謝罪し、和解したが3月6日付けでインターナショナル修斗コミッション（ISC）よりKIDへの無期限ライセンス不許可処分およびKILLER BEEへの厳重注意処分を受けた。10月12日にKIDがISCおよび日本修斗協会に謝罪し、10月13日付けで無期限ライセンス不許可処分が解除された。
2006年5月3日、HERO'Sで宮田和幸と対戦し、開始4秒の左跳び膝蹴り一発で失神KO勝ち。この膝蹴りで宮田は下顎骨を骨折する重傷を負った。試合後のマイクでは「ヤバイ、かっこ良すぎる、俺」と自画自賛した。

### レスリング復帰
2006年7月23日、レスリングに復帰し、2008年の北京オリンピック出場を目指すことを宣言。プロ格闘家活動を一時休止する。
2006年12月、スポーツ用品ブランド「リーボック」とのパートナー契約を締結。
2006年12月31日、K-1 PREMIUM 2006 Dynamite!!で総合格闘技のリングに一時復帰。アテネオリンピックレスリング・グレコローマン55kg級金メダリストのイストバン・マヨロシュと対戦し、首相撲からの膝蹴りでKO勝ち。
2007年1月28日、天皇杯平成18年度全日本レスリング選手権フリースタイル60kg級2回戦でアテネオリンピック銅メダルの井上謙二（自衛隊）の巻投げで右肘を脱臼、試合開始16秒でフォール負けを喫した。なお、大会前に同階級の有力選手からは「（山本に）1ポイントも与えるつもりはない」「7年もブランクがあっては通用しない」など、長期のプロ活動から復帰した山本に対しての発言があった。
2007年6月、北京オリンピック出場に望みをかけレスリング明治乳業杯全日本選抜選手権に出場を予定していたが、肘の脱臼が完治せず、練習も満足に出来ていないため出場を取りやめた。
2007年9月17日、総合格闘技復帰戦となったHERO'S 2007 ミドル級世界王者決定トーナメント決勝戦でビビアーノ・フェルナンデスと63kg契約で対戦。試合の1週間前に左手首の豆状骨を骨折しており、腕ひしぎ十字固めをかけられ回転して逃げるなど危ないシーンもあったが、スタンドでのローキックなどでダメージを与え、判定勝ち。
2007年12月31日、K-1 PREMIUM 2007 Dynamite!!でハニ・ヤヒーラと61kg契約で対戦。ヤヒーラのグラウンドには付き合わずスタンドでの攻防となり、最後は左フックでKO勝ち。ヤヒーラがダウンした後の頭部へのサッカーボールキックに対してイエローカードが提示された。

### DREAM
2008年7月21日、DREAM.5でジョセフ・ベナビデスと対戦予定であったが、練習中に右膝前十字靭帯を断裂し、欠場となった。同年8月1日に手術を受け、成功した。同時に前年に骨折していた左手首の手術も受けた。この怪我以降、急激にKIDの戦績が下降していった。
2009年4月5日、DREAM.8のテレビ放送の解説を務めた。
DREAM.7から開幕したDREAMフェザー級（-63 kg）グランプリでは実績を考慮されて1回戦をシードされた。
2009年5月26日、約1年5か月ぶりの復帰戦となったDREAM.9のフェザー級（-63 kg）グランプリ2回戦でジョー・ウォーレンと対戦。ムエタイ・スタイルへと変貌を遂げた打撃をヒットさせるが、グレコローマン・レスリング世界選手権優勝というKIDを上回るレスリング実績を誇るウォーレンに何度もテイクダウンを奪われてパンチを浴び判定負け。総合格闘技ルールでの敗戦は実に7年ぶり2度目。
2009年7月13日、約4年2か月ぶりのK-1参戦となったK-1 WORLD MAX 2009 FINAL8でチョン・ジェヒと対戦し、1Rに先に有効打をヒットさせて追撃したところを右アッパー、左フックの連打を受け失神KO負け。
2009年12月31日、Dynamite!! 〜勇気のチカラ2009〜のDREAM vs SRC 対抗戦でSRCフェザー級（-65 kg）王者金原正徳と対戦。63kg契約の試合であったがリーチ差に手を焼き、2Rには金原のパンチを受けてジェヒ戦を思い起こすようなダウンを喫したが、最終3Rに打撃で猛反撃。試合終了直後に腕立て伏せをしてダメージの無さをアピールしたが、判定負け。復帰後、K-1ルールを含め3連敗となった。この試合がMMAルールで唯一、日本人選手に敗北した試合となった。
2010年5月29日、ケージ開催となったDREAM.14でキコ・ロペスと60kg契約で対戦し、KO勝ち。2007年12月31日以来、2年5か月ぶりの勝利となった。
2011年、DREAMを離脱しUFCと契約する。「またベルトをもらって、日本のファンに恩返ししたい」と語った。

### UFC
2011年2月5日、UFC初参戦となったUFC 126でデメトリアス・ジョンソンと対戦。テイクダウンを奪われるなどして0-3の判定負けを喫した。
2011年5月28日のUFC 130でクリス・カリアソと対戦予定だったが、負傷により欠場した。
2011年9月24日のUFC 135でダマッシオ・ペイジと対戦予定だったが、負傷により欠場した。
2011年11月12日、UFC on FOX 1でダレン・ウエノヤマと対戦。2Rにパンチでダウンを奪うも、グラウンド状態で劣勢となり、0-3の判定負け。
2012年2月26日、12年ぶりに日本で開催されたUFC 144でヴァウアン・リーと対戦。1Rに右フックを効かせ、よろけたリーを左右フックの連打と膝で金網際まで追い詰めるも、後半にリーの右フックを受けて体勢を崩す場面を見せ、直後にタックルを決めたが下からの三角締めから腕十字を極められてタップアウト。生涯初の一本負けを喫した。
2013年7月21日開催のUFC 165においてアイヴァン・メンジバーとの試合が発表されるも、怪我により欠場。　また、2014年9月20日に日本で開催されるUFC Fight Night 52での復帰戦が発表されるものの、肺に肋骨が刺さる怪我によってまたも欠場となった。
UFC参戦後に頚椎ヘルニアを患っていたことを対談で明かし、一時は右手の握力がわずか8kgにまで落ちるまで症状が悪化した。 そのため、3試合を終えた後に長期休養に入る。本人によると、骨折や靱帯断裂等の選手生命の危機を経験してきたが、それとは比較にならない程の痛みで、初めて死んだら楽になるのかなと考えたとのこと。
2015年2月28日、ロサンゼルスで開催されたUFC 184において、ローマン・サラザールと対戦。UFC 144以来実に3年ぶりの復帰戦となった。2RにKIDの右手指がサラザールの目に入ったことで試合が一時中断。インターバル中にサラザールが視力が回復しないと申告したため、KIDが試合を優勢に進めていたが無効試合となった。これが生涯最後の公式戦となった。
2015年9月27日に開催されるUFC Fight Night: Barnett vs. Nelsonにおいてマット・ホーバーとの対戦が発表されたが、両者が負傷したため中止された。
2015年12月31日、TBSで放送された『史上最大の限界バトル KYOKUGEN2015』内の東日本大震災チャリティーイベント『NIPPONFIGHT』において、同年に現役復帰を表明した魔裟斗と11年ぶりに再戦。2ラウンド目に左フックでダウンを奪われ0-3の判定で敗れた。前日計量時点でKIDは62.1 kg、魔裟斗は74.7kgと、両者には軽量級ながら12kg以上の大きな体重差と体格差があったため、KIDは試合後控室の映像で「あそこまで体重に差があると…」と初めて体重差を気にする内容を口にした。
2016年6月19日に開催されるUFC Fight Night: MacDonald vs. Thompsonにおいてクリス・ビールとの対戦が予定されていたが、負傷により欠場となった。

### 死去
2018年8月26日、自身のInstagramにてがんの闘病中であることを公表した。公表時にはがんの種類までは触れられていなかったが、のちに胃がんを起因とするがんの全身転移だったこと明かされている。交流のあった力士の石浦将勝にはがん公表前に既にステージ4の段階まで進行していたことを打ち明けていたという。
2018年9月18日、所属ジムの公式ツイッターにより同日、41歳で死去したことが発表された。最期は療養先のホスピスがあるグアムで在宅ターミナルケアを選択し、ホスピスを出てグアム内に契約したマンションにて家族と余生を過ごした末に多臓器不全により息を引き取った ことが姉の美憂から語られている。
がんとの闘病生活については没後、榊原信行が山本の父・山本郁榮から「2016年時点でステージ4まで進行した胃がんが発覚し、2016年7月から療養を兼ねて沖縄に移住する も、2018年年始にはかなり病状が悪くなり、2018年2月時点にはグアムのホスピスを薦められ、2018年5月から本格的な入院を開始。日本・グアム間を車椅子に乗りながらも往復してファンのために復帰を目指していた」という内容を告白されたことを2018年9月19日放送のフジテレビ系「ノンストップ!」内で語っている。
また、同日の複数の報道番組内にて姉の山本美憂はインタビューに答え、KIDから「美憂と一緒にRIZINに出たい」と言われたことを涙ながらに明かしている。

## エピソード
- 大学生の頃に母親を亡くし、当時家族は夢や目標を失って落ち込んでいたが、KIDは告別式の3日後の大学選手権に出場し優勝を果たす。その勇姿を見た妹の聖子も後に世界選手権で優勝。聖子はKIDについて「どん底にいた家族を救っていつも盛り上げてくれる凄い存在です」と語る。
- K-1 WORLD MAX 2004 〜日本代表決定トーナメント〜の同日には、姉・美憂と妹・聖子のアテネオリンピック出場が懸かったジャパンクイーンズカップが開催された。しかし、美憂は3位、聖子は準優勝に終わり、ともにオリンピック出場を逃した。敗れた二人はショックを堪えてそのままKIDの応援に駆けつけ、KIDのKO勝利を見届けた。後に美憂と聖子は「私たちがオリンピック出場を逃したのはものすごく辛かったけど、今思えば私たちのオリンピック出場の代わりに神様が徳郁をスターへと導いてくれたのかな」と語っている。
- K-1ルール初挑戦の際、ボクシングの世界フェザー級統一王者、ナジーム・ハメドのファイトスタイルを参考にしたと語っている。実際、KIDのK-1デビュー戦のテレビ解説を務めた畑山隆則は、ノーガードで相手のパンチを避け続けて強烈なパンチでKO勝ちしたKIDを見て「KID選手の戦い方はハメドみたいですね」と評価した。また、雑誌「smart HEAD」の「ボウズヘアの似合う有名人1位」にKIDが選ばれてインタビューを受けた際には「ナジーム・ハメドのサイドとバックは刈り上げで、トップ〜前髪だけ残して髪がペタって乗ってる感じがいい」と髪型も参考にしていることを明かした。
- 格闘技において王者や格上の選手が赤コーナーで入場順が後、挑戦者や格下の選手が青コーナーで入場順が先となっているが、KIDは「常に挑戦者の気持ちでいたいから」と、HERO'S世界王者になるなどスーパースターとなった後も常に青コーナーから入場していた(ランキング上位の選手が赤コーナーになることが義務付けられる修斗や、トーナメントの組み合わせ・試合順によって赤コーナーを使用することが自動的に決まるHERO'Sの1Dayトーナメントなどの場合は除く)。これは同じくMMAに転向してきた姉・美憂と甥・アーセンにも受け継がれている。
- 10代の頃、レスリング修行のため4年ほどアメリカに住んでいたこともあり、英語を話すことができる。本人曰く、メキシカン寄りなのでスペイン語訛りの英語とのこと。
- 高校時代にベンチプレスにハマり、MAXは125kgで当時の体重は59kg。
- 2009年3月、インターネットオークションサイトに当時の愛車ハマー・H2を出品したところ、約560万円で落札された[29]。
- シュートボクシングで活躍した吉鷹弘は「総合格闘技界とキックボクシング界の両方を通じてナンバーワンの右フックの使い手はKID」と絶賛した[30]。
- ハメドのスタイルを参考にし、パンチによるKO勝ちが多いKIDだが、ムエタイのファンでもある。M-1ムエタイチャレンジをはじめとした多くのムエタイ大会を観戦しており、ワンロップ・ウィラサクレックとの対談・技術交流では喜びをあらわにしていた[31]。
- レスリング一家に育ち、幼少の頃から試合のための体重調整のために食事節制をしたことにより、体重が増えにくい体質となっている。にもかかわらず、適性階級は60kg前後の階級でありながら、総合格闘技とK-1では本来より2階級も上の70kg級でも活動。全盛期には「俺より体重が20kg重い奴とでも戦う。体重差なんて関係ねえ!」とまで言い放っていた。しかし、2007年1月のレスリング挑戦の際に右肘を脱臼してから総合格闘技に復帰した際に「今までは総合格闘技のメジャー団体で俺に合う階級がなかったから仕方なく中量級（70kg級）で戦ってきた。でも、これからは俺が軽量級を世間に広める」と宣言し、以降は以前とは正反対に極端に契約体重にこだわって試合の交渉が難航することが増えた。修斗時代と同じ65kg契約の試合でも拒否するようになり、「俺のベストはWECにおけるバンタム級（61.2kg級）。この階級を作ってほしい」と明言したため、フェザー級を65kg級に設定することを予定し、KIDをフェザー級GPの主役として参戦させようとしていたDREAMとの交渉が難航。結局、双方が譲歩し、DREAMのフェザー級は63kgに設定された。
- 2012年4月12日の深夜、都営浅草線五反田駅構内の線路にて、老齢の男性がホームに転落し額から血を流したまま意識がない状態でいた。誰もが何もできずにいたところ、偶然そこに居合わせたKIDは真っ先に線路に飛び降り、男性を抱え上げようとした。なかなか持ち上げられなかったが、KIDの姿を見てためらっていた周囲のサラリーマン達も協力して線路に降り、男性の救出に成功した。幸いにも男性は裂傷程度で大事に至らなかったとのこと（女性セブン2012年5月3日号より）。
- 「神の子」「KID」というニックネームの由来は本人曰く、「ミュンヘンオリンピックに出場した父親（山本郁榮）は自分の中では神。だから俺は神の子（KID）」「格闘の神様の子供」というもの。しかし、この発言以前に、「大学時代、俺の小柄な身体を見たレスリング部の先輩から、まるで子供みたいだから、『KIDだ』と渾名されたのが最初」とも本人が語っている。
- 甥っ子である山本アーセンのレスリングの実力にはアーセンが若い頃から太鼓判を押しており、よくKIDの公式ブログにはアーセンを褒め称える記事が掲載されていた。
- ラッパーの般若にクラブ内でラップを聞かせたことがあり、般若曰くかなり韻を踏んでいたらしい。

## 戦績

### 総合格闘技
| 総合格闘技 戦績 | 総合格闘技 戦績 | 総合格闘技 戦績 | 総合格闘技 戦績 | 総合格闘技 戦績 | 総合格闘技 戦績 | 総合格闘技 戦績 |
| --------------- | --------------- | --------------- | --------------- | --------------- | --------------- | --------------- |
| 26 試合         | (T)KO           | 一本            | 判定            | その他          | 引き分け        | 無効試合        |
| 18 勝           | 13              | 2               | 3               | 0               | 0               | 2               |
| 6 敗            | 1               | 1               | 4               | 0               | 0               | 2               |

| 勝敗 | 対戦相手                     | 試合結果                                      | 大会名                                                                                   | 開催年月日     |
| －   | ローマン・サラザール         | 2R 2:37 無効試合（アイポーク）                | UFC 184: Rousey vs. Zingano                                                              | 2015年2月28日  |
| ×    | ヴァウアン・リー             | 1R 4:29 腕ひしぎ十字固め                      | UFC 144: Edgar vs. Henderson                                                             | 2012年2月26日  |
| ×    | ダレン・ウエノヤマ           | 5分3R終了 判定0-3                             | UFC on FOX 1: Velasquez vs. dos Santos                                                   | 2011年11月12日 |
| ×    | デメトリアス・ジョンソン     | 5分3R終了 判定0-3                             | UFC 126: Silva vs. Belfort                                                               | 2011年2月5日   |
| ○    | キコ・ロペス                 | 1R 1:41 KO（右フック→パウンド）               | DREAM.14                                                                                 | 2010年5月29日  |
| ×    | 金原正徳                     | 5分3R終了 判定0-3                             | Dynamite!! 〜勇気のチカラ2009〜                                                          | 2009年12月31日 |
| ×    | ジョー・ウォーレン           | 2R（10分/5分）終了 判定1-2                    | DREAM.9 フェザー級グランプリ2009 2nd ROUND 【フェザー級グランプリ 2回戦】                | 2009年5月26日  |
| ○    | ハニ・ヤヒーラ               | 2R 3:11 KO（スタンドパンチ連打）              | K-1 PREMIUM 2007 Dynamite!!                                                              | 2007年12月31日 |
| ○    | ビビアーノ・フェルナンデス   | 5分3R終了 判定3-0                             | HERO'S 2007 ミドル級世界王者決定トーナメント決勝戦                                       | 2007年9月17日  |
| ○    | イストバン・マヨロシュ       | 1R 3:46 KO（スタンドパンチ連打）              | K-1 PREMIUM 2006 Dynamite!!                                                              | 2006年12月31日 |
| ○    | 宮田和幸                     | 1R 0:04 KO（左跳び膝蹴り）                    | HERO'S 2006 ミドル級世界最強王者決定トーナメント開幕戦                                   | 2006年5月3日   |
| ○    | 須藤元気                     | 1R 4:39 KO（右フック→パウンド）               | K-1 PREMIUM 2005 Dynamite!! 【ミドル級トーナメント 決勝】                                | 2005年12月31日 |
| ○    | 宇野薫                       | 2R 4:04 TKO（ドクターストップ：左眉尻カット） | HERO'S 2005 ミドル級世界最強王者決定トーナメント準決勝 【ミドル級トーナメント 準決勝】   | 2005年9月7日   |
| ○    | ホイラー・グレイシー         | 2R 0:38 KO（右フック）                        | HERO'S 2005 ミドル級世界最強王者決定トーナメント準決勝 【ミドル級トーナメント 準々決勝】 | 2005年9月7日   |
| ○    | イアン・シャファー           | 3R 1:23 TKO（パウンド）                       | HERO'S 2005 ミドル級世界最強王者決定トーナメント開幕戦                                   | 2005年7月6日   |
| ○    | ジャダンバ・ナラントンガラグ | 1R 1:55 KO（右ストレート→パウンド）           | K-1 WORLD MAX 2004 〜世界王者対抗戦                                                      | 2004年10月13日 |
| ○    | 安廣一哉                     | 2R 2:40 腕ひしぎ十字固め                      | K-1 WORLD MAX 2004 〜世界一決定トーナメント開幕戦〜 【ミックスルール】                   | 2004年7月7日   |
| ○    | トニー・バレント             | 1R 0:58 チョークスリーパー                    | K-1 WORLD MAX 2004 〜世界一決定トーナメント開幕戦〜                                      | 2004年4月7日   |
| ○    | ケイレブ・ミッチェル         | 1R 0:40 TKO（右フック）                       | 修斗                                                                                     | 2003年9月5日   |
| ○    | ジェフ・カラン               | 5分3R終了 判定3-0                             | SuperBrawl 29                                                                            | 2003年5月9日   |
| ○    | 勝田哲夫                     | 1R 2:45 TKO（パウンド）                       | 修斗 TREASURE HUNT 10                                                                    | 2002年9月16日  |
| ×    | ステファン・パーリング       | 1R 0:30 TKO（ドクターストップ：額カット）     | 修斗 TREASURE HUNT 06                                                                    | 2002年5月5日   |
| －   | ジョシュ・トムソン           | 2R 2:00 無効試合（ローブロー）                | Shogun 1                                                                                 | 2001年12月15日 |
| ○    | 門脇英基                     | 1R 4:02 KO（パウンド）                        | 修斗 SHOOTO TO THE TOP                                                                   | 2001年9月2日   |
| ○    | 亀田雅史                     | 1R 4:17 KO（パンチ）                          | 修斗 SHOOTO TO THE TOP                                                                   | 2001年7月6日   |
| ○    | 塩澤正人                     | 5分2R終了 判定3-0                             | 修斗 SHOOTO TO THE TOP                                                                   | 2001年3月2日   |

### アマチュア総合格闘技
| 勝敗 | 対戦相手 | 試合結果   | 大会名                             | 開催年月日    |
| ○    | 村山英慈 | 判定 42-40 | 第7回全日本アマ修斗選手権 決勝戦   | 2000年9月10日 |
| ○    | 田村彰敏 | 判定 23-17 | 第7回全日本アマ修斗選手権 準決勝戦 | 2000年9月10日 |
| ○    | 河野竜也 | 判定 21-19 | 第7回全日本アマ修斗選手権 2回戦    | 2000年9月10日 |
| ○    | 本田壮一 | 判定 24-20 | 第7回全日本アマ修斗選手権 1回戦    | 2000年9月10日 |
| ○    |          | 2R KO      | どえりゃーフリーファイト（愛知県） | 2000年7月30日 |

### キックボクシング
| キックボクシング 戦績 | キックボクシング 戦績 | キックボクシング 戦績 | キックボクシング 戦績 | キックボクシング 戦績 | キックボクシング 戦績 | キックボクシング 戦績 |
| --------------------- | --------------------- | --------------------- | --------------------- | --------------------- | --------------------- | --------------------- |
| 5 試合                | (T)KO                 | 判定                  | その他                | 引き分け              | 無効試合              |                       |
| 1 勝                  | 1                     | 0                     | 0                     | 0                     | 0                     |                       |
| 4 敗                  | 2                     | 2                     | 0                     | 0                     | 0                     |                       |

| 勝敗 | 対戦相手             | 試合結果                              | 大会名                                                    | 開催年月日     |
| ×    | 魔裟斗               | 3R終了 判定0-3                        | KYOKUGEN 2015                                             | 2015年12月31日 |
| ×    | チョン・ジェヒ       | 1R 1:20 KO（左フック）                | K-1 WORLD MAX 2009 World Championship Tournament FINAL8   | 2009年7月13日  |
| ×    | マイク・ザンビディス | 3R 0:39 KO（右フック）                | K-1 WORLD MAX 2005 〜世界一決定トーナメント開幕戦〜       | 2005年5月4日   |
| ×    | 魔裟斗               | 3R終了 判定0-2                        | K-1 PREMIUM 2004 Dynamite!!                               | 2004年12月31日 |
| ○    | 村浜武洋             | 2R 2:38 KO（2ノックダウン：左フック） | K-1 WORLD MAX 2004 〜日本代表決定トーナメント〜 【1回戦】 | 2004年2月24日  |

### グラップリング
| 勝敗 | 対戦相手         | 試合結果                  | 大会名                                                      | 開催年月日    |
| ×    | バレット・ヨシダ | 1R 0:26 TKO（タオル投入） | The CONTENDERS Millennium-1 【ライト級トーナメント 決勝】   | 2001年6月10日 |
| ○    | 若林次郎         | 延長R終了 判定2-0         | The CONTENDERS Millennium-1 【ライト級トーナメント 準決勝】 | 2001年6月10日 |
| ○    | 小室宏二         | 5分2R終了 判定40-38       | The CONTENDERS Millennium-1 【ライト級トーナメント 1回戦】  | 2001年6月10日 |

## 獲得タイトル

### レスリング
- 1998年・全日本レスリング学生選手権フリースタイル58kg級 優勝
- 1998年・内閣総理大臣杯全日本大学レスリング選手権大会 準優勝
- 1999年・全日本学生レスリング選手権大会フリースタイル58kg級 優勝
- 1999年・全日本レスリング学生選手権フリースタイル58kg級 優勝
- 1999年・内閣総理大臣杯全日本大学レスリング選手権大会 優勝（最優秀選手賞）

### 総合格闘技
- 第7回全日本アマチュア修斗選手権 ライト級 優勝（2000年）
- HERO'S 2005 ミドル級世界最強王者決定トーナメント 優勝（2005年）

## 出演

### テレビ
- 情熱大陸（2007年2月4日、TBS）
- 今田ハウジング（2007年11月21日、日本テレビ）
- バース・デイ（2012年3月3日、TBS）
- 炎の体育会TV（2012年4月9日、TBS）
- 関ジャニの仕分け∞（2012年6月9日、テレビ朝日）
- 炎の体育会TV 2時間SP（2012年11月24日、TBS）
- 〜感動の神対応バラエティ〜おお!Myゴッド（2013年1月1日、フジテレビ）- 再現VTR
- 5時に夢中!（2013年12月11日、TOKYO MX）
- ジャイアントキリング（2013年12月30日、フジテレビ）

### 吹き替え
- ザ・シンプソンズ MOVIE（2007年12月15日、劇場公開版）

### ラジオ
- 山本"KID"徳郁 HEART HIT RADIO（2005年、ニッポン放送）
- SHOCK THE RADIO（2012年4月20日、エフエム東京）

### CM
- アサヒビール SUPER H2O（2007年）
- エイベックスミュゥモ（2009年）

## DVD
- 山本"KID"徳郁パーソナルDVD『KID』（2005年3月16日、ポニーキャニオン）
- 「神の子」山本"KID"徳郁 ~世界王者への軌跡~（2007年1月26日、TCエンタテインメント）

## 書籍
- KID―山本徳郁フォトブック（2005年1月31日、ポニーキャニオン）
- 山本"KID"徳郁物語 〜神の子に与えられた試練〜（『週刊少年サンデー』2005年53号）
- 「神の子」―父が語る山本"KID"徳郁の半生（2006年5月15日、マキノ出版）
- “KID”BODYトレーニングブック―強くてカッコイイ体に変身!（2007年5月1日、マキノ出版）

## 映画
- 山本KIDの愛と夢 〜IT WAS ALL A DREAM〜[32](2023年12月31日、U‐NEXT)　黒川康平 監督 撮影 脚本 編集

出演　山本郁榮　山本美憂　山本アーセン　魔裟斗　前田日明　宮田和幸　朴光哲　矢地祐介　金原正徳ほか。   
出演兼ナレーション　窪塚洋介
KIDは2013年5月12日に自身のインスタグラムを更新し「クロくん39歳おめでとう！　KUROFIN from 黒門フィルム」と投稿して黒川康平の誕生日を祝っている。生前の山本KIDの親友であった、映像作家の黒川康平だからこそ作れた映画であり、生前の山本KID徳郁を知るさいの貴重なインタビューが収録されたドキュメンタリー映画となっている。